# Rubenslaan (Utrecht)
De Rubenslaan  is een straat in de Nederlandse stad Utrecht, die loopt van de Venuslaan tot de Adriaen van Ostadelaan en Stadionlaan waar hij in overgaat.
Zijstraten van de Rubenslaan zijn de Kranenburgerweg, Ina Boudier-Bakkerlaan, Mesdaglaan, Burgemeester Fockema Andreaelaan en Israëlslaan. De straat is vernoemd naar de Vlaamse schilder Peter Paul Rubens (1577-1640).
Aan de Rubenslaan bevinden zich een aantal studentenflats. Zo had ook ooit het Academisch Ziekenhuis Utrecht (afgekort AZU) niet alleen een zusterhuis aan de Catharijnesingel in de jaren zeventig, maar ook had het A.Z.U. aan de Rubenslaan diverse flats voor het verplegend personeel alsook aan het Willem van Noortplein in het toen voormalige badhuis.

## Trivia
- Aan de Rubenslaan bevond zich vroeger de bloedbank, deze zit nu in De Uithof.

## Fotogalerij

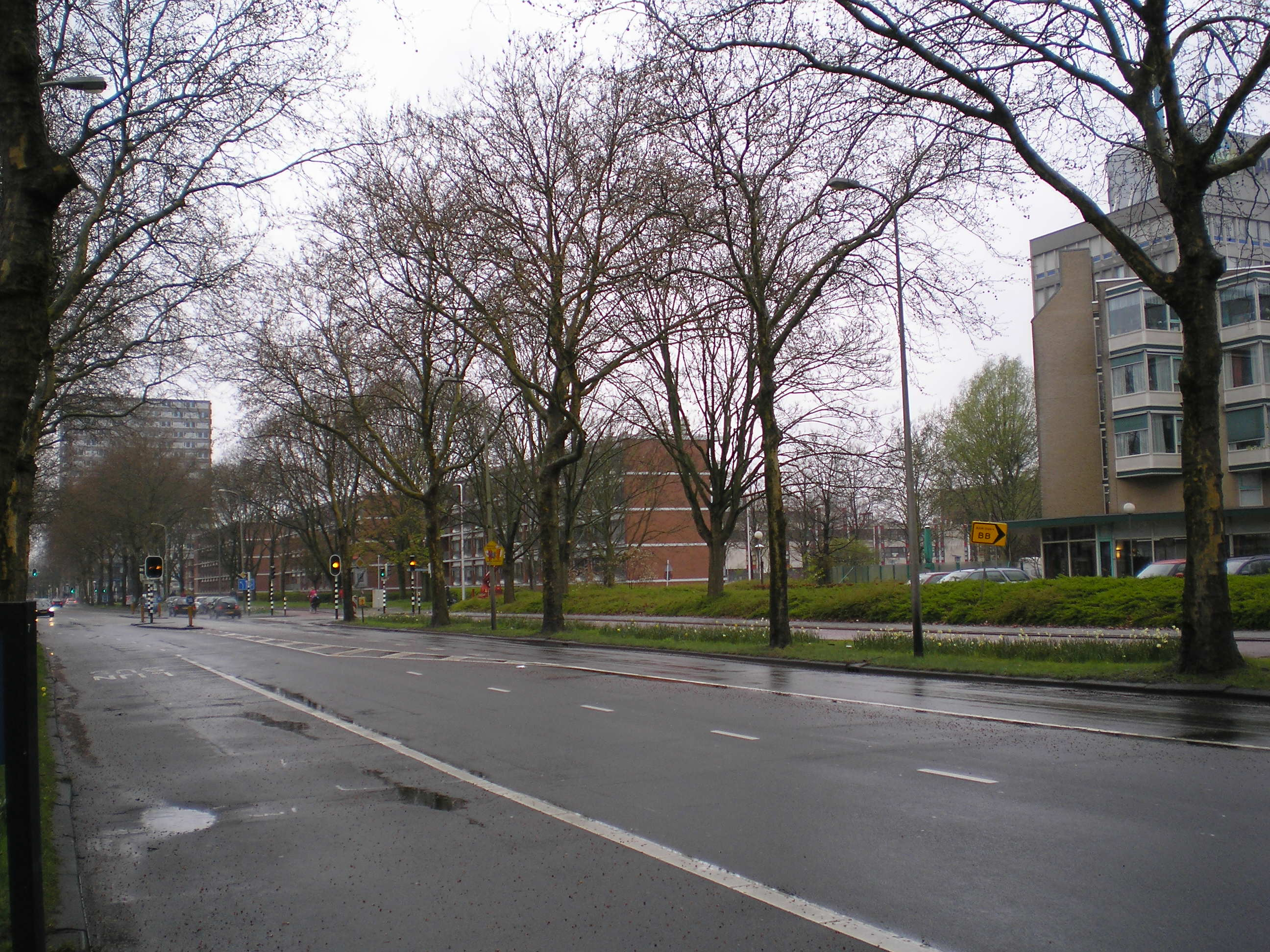
Rubenslaan met rechts achter de voormalige zusterflats van het voormalige AZU
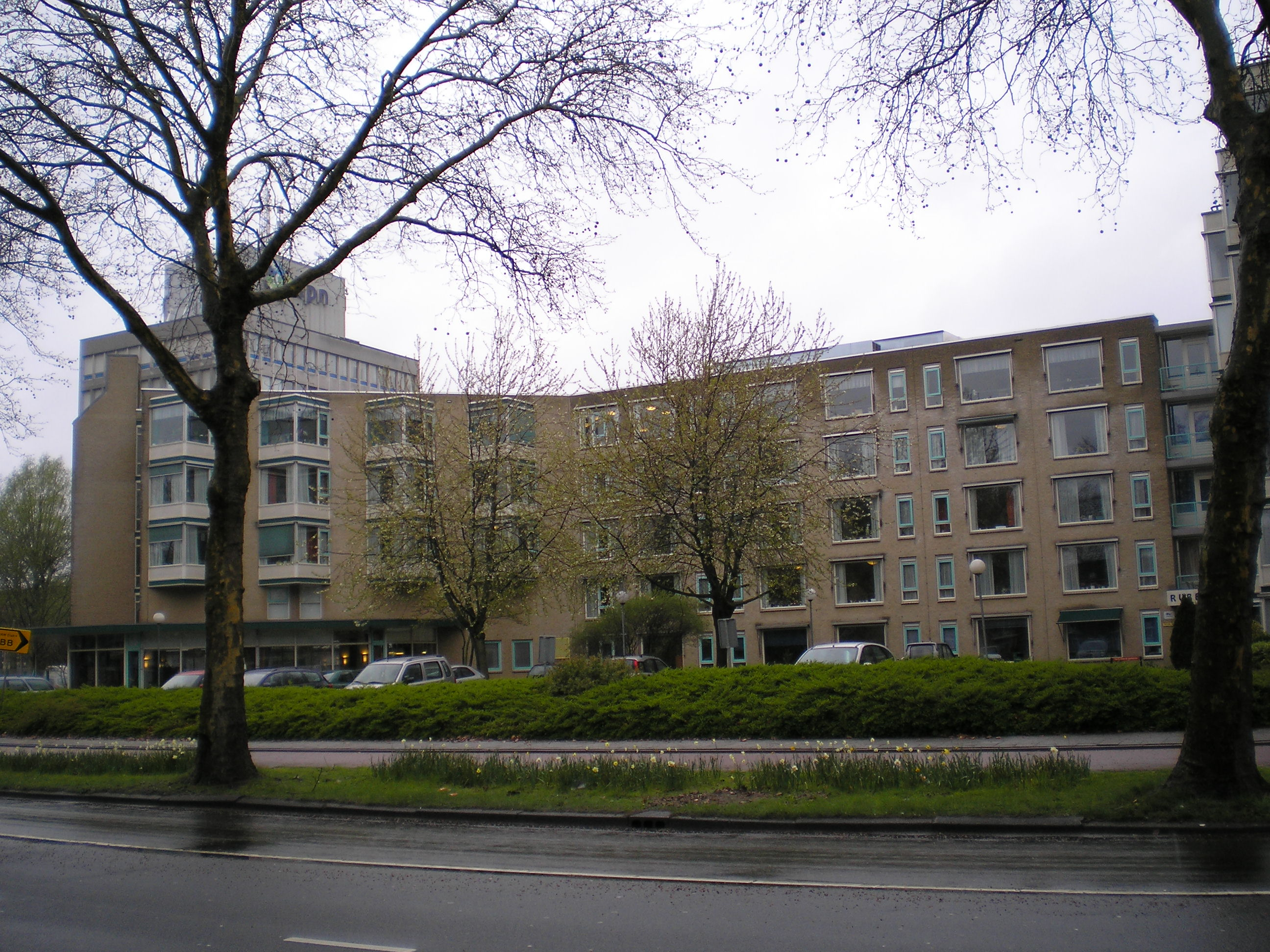
Zorgcentrum Swellengrebel gezien vanaf de Rubenslaan